# Simfonia núm. 3 (Milhaud)
La Simfonia núm. 3, op. 271, subtitulada Te Deum, és una obra per a orquestra i cor del compositor francès Darius Milhaud. La simfonia va ser estrenada el 30 d'octubre de 1947 a París dirigida per Roger Désormière.
La peça es va originar en una sol·licitud de 1946 de Radio France per a un Te Deum per a celebrar la victòria aliada a la Segona Guerra Mundial. En lloc de limitar-se a un escenari del text litúrgic, Milhaud va oferir una simfonia de quatre moviments en què l'⁣orquestra interpreta dos moviments (I i III) en solitari. El cor s'uneix sense paraules al Moviment II; només al final es canta el text llatí del Te Deum. Aquesta simfonia no s'ha de confondre amb la Simfonia de cambra núm. 3 de Milhaud "Sérénade", op. 71 (1921).
La Tercera Simfonia de Milhaud té una durada total d'uns 27 minuts. Els títols descriptius dels moviments són els següents:
1. Fièrement (aprox. 5'45")
2. Très recueilli (aprox. 10')
3. Pastorale (aprox. 4')
4. Hymnus Ambrosianus—Te Deum (aprox. 7'15")

Aquesta simfonia és publicada per Heugel &amp; Cie. Els enregistraments d'aquesta simfonia inclouen un enregistrament totalment digital de 1997 d'⁣Alun Francis i la Radio-Sinfonieorchester Basel, que forma part d'una caixa amb les Simfonies núm. 1-12 de Milhaud a CPO.